# New Nintendo 3DS
O New Nintendo 3DS (Newニンテンドー3DS, Nyū Nintendō Surī Dī Esu) é um console portátil produzido pela Nintendo e lançado em 2014. É o quarto console da família Nintendo 3DS. O sistema foi lançado no Japão em 11 de outubro de 2014; na Austrália e Nova Zelândia em 21 de novembro do mesmo ano; e em 13 de fevereiro de 2015 na Europa. Assim como o 3DS original, o New Nintendo 3DS também possui um modelo maior, o New Nintendo 3DS XL que foi lançado nas três regiões. Na América do Norte, o New Nintendo 3DS XL foi lançado em 13 de fevereiro de 2015, enquanto o New Nintendo 3DS de tamanho padrão foi lançado mais tarde apenas em 25 de setembro de 2015.
Esse modelo atualizado do portátil possui um direcional analógico adicional (C-Stick), processador e memória RAM mais avançados, dois gatilhos adicionais na parte traseira (ZL e ZR), detecção facial para melhorias no 3D estereoscópico, cartão MicroSD de 4 GB incluso, suporte ao NFC para o uso de Amiibos e pequenas alterações no design.

## Hardware
O New Nintendo 3DS possui um design ligeiramente refinado, com botões coloridos que lembram o esquema de cores do Super Nintendo. A tela do New Nintendo 3DS é 1,2 vezes maior que o Nintendo 3DS original. Alguns modelos são produzidos com uma tela IPS para o display superior mas alguns ainda mantêm a antiga tela TN para tela superior. Não existem correlações conhecidas entre o número do modelo, a data de produção e o tipo de exibição. A Nintendo também não abordou publicamente as discrepâncias na produção. Um novo recurso conhecido como "3D Super Estável" melhora a qualidade dos efeitos 3D autoestereoscópicos dos sistemas usando um sensor para detectar o ângulo em que o jogador está visualizando a tela e ajustando os efeitos para compensar. O sensor também é usado como um sensor de luz ambiente para ajuste automático de brilho.
As especificações internas do dispositivo também foram atualizadas, incluindo núcleos adicionais no processador, um aumento para 256 MB de memória RAM e suporte de comunicação de campo próximo para uso de Amiibos. Os controles dos novos sistemas foram expandidos com a inclusão de um analógico menor no lado direito da tela sensível ao toque, chamado de "C-Stick"; botões adicionais de ombro ZL e ZR também foram incluídos, permitindo funcionalidades equivalentes ao Circle Pad Pro lançado para os modelos anteriores. Estes botões adicionais são retrocompatíveis com jogos programados para uso do Circle Pad Pro.
Os novos sistemas continuam a utilizar a mesma fonte de alimentação que o DSi, DSi XL e outros dispositivos da família 3DS. O carregador não está incluído no console e deve ser obtido separadamente.

## Software
Além de pequenos diferenças de design de hardware, o software do sistema do New Nintendo 3DS é idêntico ao do 3DS original, oferecendo recursos online como Nintendo Network para jogos multijogador, Nintendo eShop para download e compra de jogos, StreetPass e SpotPass. O navegador da Web foi atualizado para incluir suporte à reprodução de vídeo baseado em HTML5. Nos modelos japoneses, um filtro de conteúdo está ativo por padrão que pode ser desativado com o registro de um cartão de crédito, destinado a impedir que as crianças visitem sites inapropriados.

### Compatibilidade
Assim como os modelos DSi, DSi XL e 3DS antecessores, a família Nintendo 3DS permanece compatível com todos os jogos lançados para o DS, DSi e 3DS (exceto os jogos que utilizam o slot do cartucho de Game Boy Advance). Alguns jogos de 3DS melhoraram o desempenho ou os gráficos nos novos sistemas devido ao seu hardware atualizado. Os controles C-Stick e ZL/ZR são compatíveis com jogos que suportam o acessório Circle Pad Pro. Alguns jogos, como Xenoblade Chronicles 3D, são otimizados para o hardware atualizado e também é desenvolvido exclusivamente para o New Nintendo 3DS sem suporte para os modelos anteriores. Em março de 2016, a Nintendo começou a lançar títulos de SNES no Virtual Console para o New 3DS; esses títulos suportam o modo "Perfect Pixel".
Como os modelos anteriores, todos os jogos 3DS e softwares baixados são bloqueados por região (os cartuchos de DS permanecem livres de região). Devido à sua diferença de tamanho, acessórios projetados para se adequar à forma do Nintendo 3DS original não podem ser usados com o novo sistema. Os dados do jogo podem ser transferidos de um sistema 3DS anterior para um novo sistema, manualmente ou sem fio, entretanto os dados de novos sistemas não podem ser transferidos para sistemas mais antigos.
| Título                                             | Desenvolvedor(es)                            | Publicadora(s) | Data de Lançamento     | Data de Lançamento     | Data de Lançamento     | Data de Lançamento     | Ref.  |
| Título                                             | Desenvolvedor(es)                            | Publicadora(s) | Japão                  | América do Norte       | Austrália/Ásia         | Europa                 | Ref.  |
| -------------------------------------------------- | -------------------------------------------- | -------------- | ---------------------- | ---------------------- | ---------------------- | ---------------------- | ----- |
| The Binding of Isaac: Rebirth                      | Nicalis                                      | Nicalis        | Não lançado            | 22 de julho de 2015    | Não lançado            | 29 de outubro de 2015  |       |
| Dragon Fang Z: Ryuusha Rose to Yadorigi no Meikyuu | Toydea                                       | Toydea         | 23 de dezembro de 2019 | Não lançado            | Não lançado            | Não lançado            | [ 8 ] |
| Fire Emblem Warriors                               | Omega Force, Team Ninja, Intelligent Systems | Nintendo       | 28 de setembro de 2017 | 20 de outubro de 2017  | 20 de outubro de 2017  | 20 de outubro de 2017  |       |
| Minecraft: New Nintendo 3DS Edition                | Other Ocean Interactive                      | Mojang         | 14 de setembro de 2017 | 13 de setembro de 2017 | 20 de setembro de 2018 | 20 de setembro de 2018 |       |
| Runbow Pocket                                      | 13AM Games                                   | 13AM Games     | Não lançado            | 20 de junho de 2017    | Não lançado            | 20 de junho de 2017    |       |
| War & Romance Visual Novel                         | Stranger Games                               | Stranger Games | Não lançado            | Não lançado            | Não lançado            | 23 de abril de 2020    | [ 9 ] |
| Xenoblade Chronicles 3D                            | Monolith Soft                                | Nintendo       | 2 de abril de 2015     | 10 de abril de 2015    | 2 de abril de 2015     | 2 de abril de 2015     |       |